# فترة الدوران

نصف المحور الأكبر لمدار إهليلجي

فترة الدوران هي الوقت اللازم لجسم ليكمل دورة حول مدار ما. ويقال لهذه الفترة بالنسبة للأجرام السماوية السنة. يشرح قانون كبلر الثالث كيفية حساب الفترة بالنسبة لجسيم يدور في مدار. ينص القانون على أن «مربع فترة الدوران لمدار ما يتناسب طرديا مع مكعب نصف المحور الأكبر لذلك المدار.»
أو بصيغة رياضية:
{\displaystyle T^{2}\propto a^{3}}
حيث :
T : فترة الدوران
{\displaystyle a}: نصف المحور الأكبر

## حساب فترة الدوران باهمال الكتل
إذا كان الجسيم يدور حول جسم أضخم منه لدرجة يمكن حينها اهمال كتلتي كلا الجسمين. فمثلا عند حساب فترة دوران ساتل ما وليكن عربسات حول الأرض, فإن كتلة عربسات ضيئلة جدا مقارنة بكنلة الأرض فيسوغ اهمالها.
حينئذ يأخذ قانون حساب الفترة الصيغة التالية.
{\displaystyle T=2\pi {\sqrt {a^{3} \over \mu }}}
حيث:
{\displaystyle \mu } هي معامل الجاذبية القياسي و يساوي بالنسبة للأرض :3.98×105 كغم3/ث2

## أخذ الكتل بالحسبان

جرمان متسوايا الكتلة يطوفان حول نقطة مشتركة.

تصوير حاسوبي لكوكب مضاعف (بين بلوتو و شارون على وجه التحديد).

هب أن جسمين متقاربي الكتلة أو متكافئين فيها يلتفان حول نقطة واحدة كما في مسألة الجسمين أو في حالة نجم ثنائي أو كوكب مضاعف أو حتى كويكب مضاعف, حينئذ لا بد من أخذ كتلتيهما بالحسبان لإيجاد نتيجة دقيقة.
{\displaystyle T=2\pi {\sqrt {\frac {a^{3}}{G\left(M_{1}+M_{2}\right)}}}}
حيث :
- {\displaystyle a\,} في هذه الحالة هو نصف مجموع المحورين الأكبرين لكلا المدارين.
- {\displaystyle M_{1}\,} و {\displaystyle M_{2}\,} هما كتلتا الجرمين.
- {\displaystyle G\,} هي ثابت الجاذبية و يساوي 6.67428 ×10−11 م3 \كغم.ث2.

## مناهل
- حاسبة لفترة الدوران